# Borgonya Transjurana
La Borgonya Transjurana, també coneguda com a Alta Borgonya, va ser un regne creat l'any 879 per Rudolf comte d'Auxerre.
Els territoris d'aquest nou regne ocupaven la part sud de l'antic Regne de Borgonya. Literalment es referia als territoris més enllà de les muntanyes del Jura. El regne va desaparèixer com a tal l'any 933.

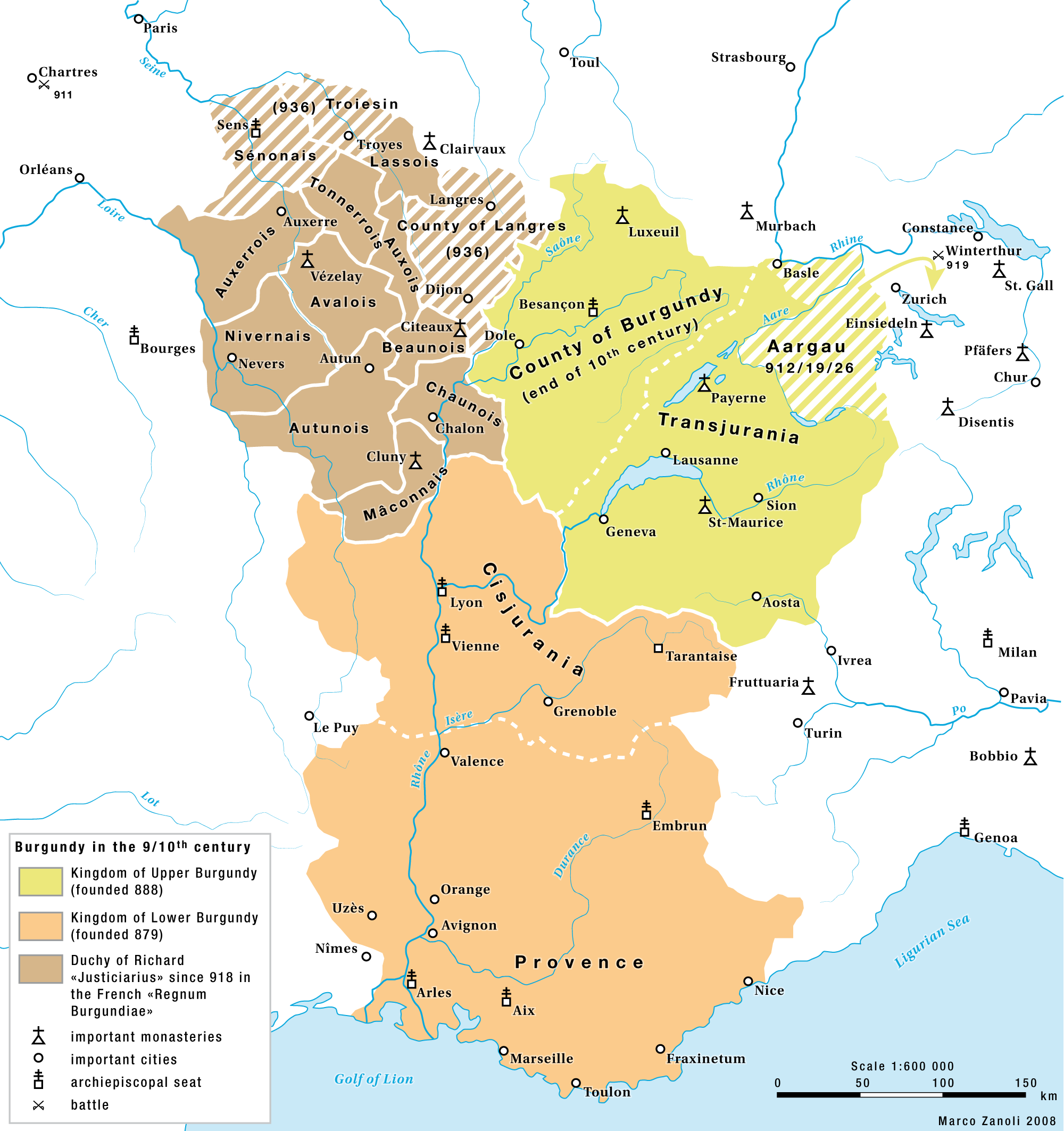
Borgonya cap a l'any 900
----
Alta Borgonya, 888 (Transjurània + Comtat de Borgonya)
Baixa Borgonya, 879
Ducat de Borgonya de Francia Occidentalis de Ricard I de Borgonya

## Abast del territori
El regne de l'Alta Borgonya (888–933), també conegut com a Transjurània, fou un regne medieval de centreuropa creat a partir de les antigues terres dels burgundis, que ocupaven ambdues bandes de la serralada del Jura (la Romandia, la Vall d'Aosta i la vall de la part alta del riu riu Saona). La seva creació, a conseqüència de la descomposició de l'Imperi Carolingi, després de la mort de l'emperador Lotari I. La Borgonya Transjurana va ser el nucli del futur Regne de les Dues Borgonyes, o regne d'Arlès, en el qual es va integrar i va desaparèixer com unitat administrativa independent.

## Orígens del regne

### Imperi Carolingi després del Tractat de Verdun

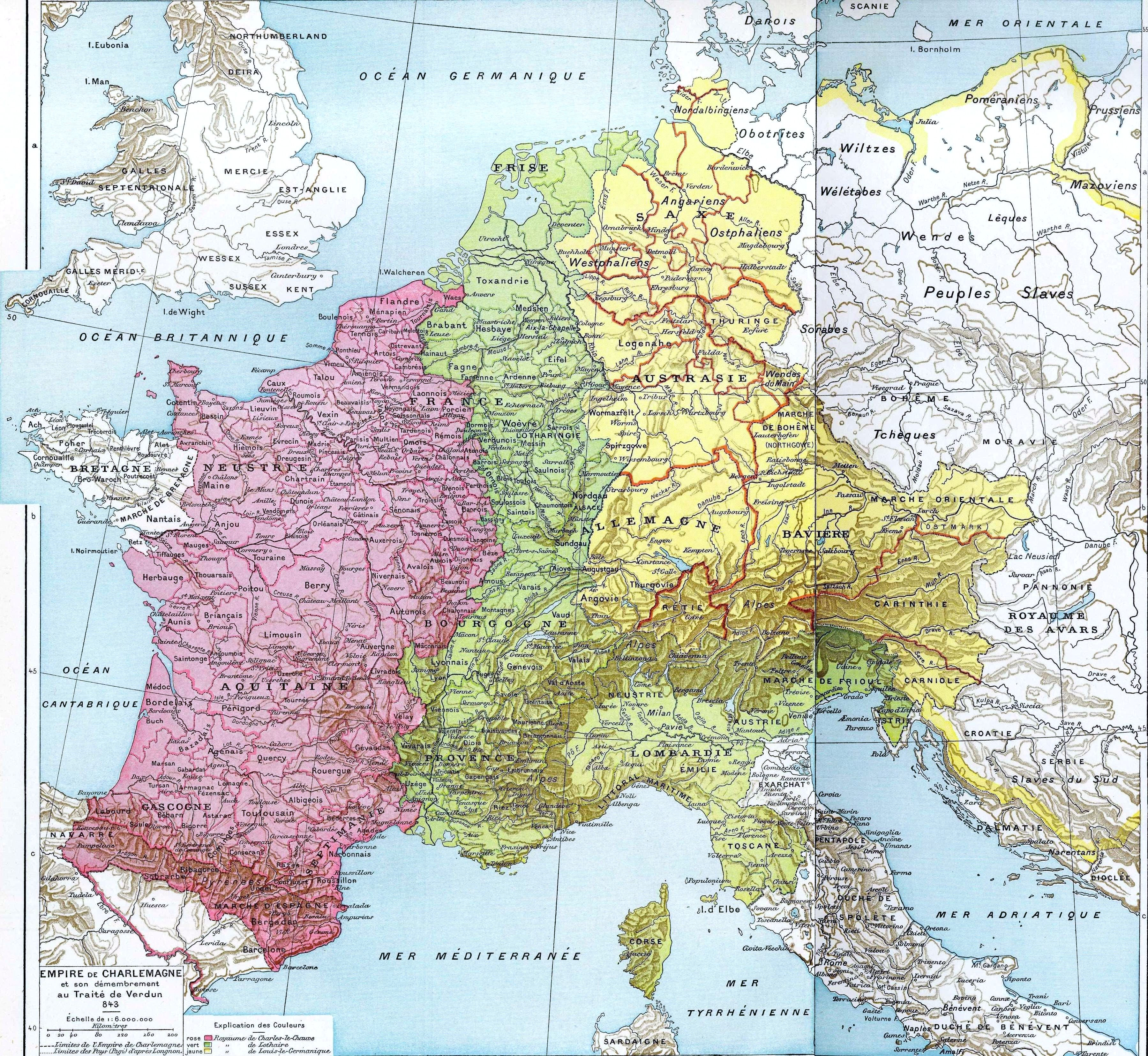
Tractat de Verdun (843). El regne dels francs (la part central en verd, des de Frísia al nord fins al nord de la península Itàlica) abans de ser dividit entre els fills de l'emperador Lotari I: Lluís II el Jove, Lotari II i Carles de Provença.

El Tractat de Verdun de 843 va ser un acord entre els fills de Lluís I el Pietós, que va repartir el gran Imperi Carolingi en tres, dues parts bastant homogènies i un conglomerat de territoris situats entre aquelles:
- Regne Franc occidental per al fill més jove, Carles el Calb, precursor de l'actual França.
- Regne dels Francs de l'Est per a Lluís el Germànic, el germen de les actuals Suïssa, Alemanya i Àustria
- Lotaríngia per al primogènit i hereu del títol imperial, Lotari I, el territori que en teoria semblava destinat a ser la divisió més important ja que era on estava la capital original de l'Imperi Carolingi (Aquisgrà), el cementiri imperial (Metz que acollia les restes de Lluís I el Pietós), més el nord de la península Itàlica i el protectorat sobre els Estats Pontificis. Amb el temps aquesta primacia en potència va desaparèixer, ja que les terres van ser repartides entre els hereus de Carles i Lluís.

En aquest primer repartiment, l'antic regne merovingi de Burgúndia fou dividit entre Frància Occidental i Frància Mitjana. Carles el Calb es va quedar amb el que més endavant es convertiria en el ducat de Borgonya dins del Regne Franc, mentre que la resta de Burgúndia, incloent la Provença, va quedar en mans de Lotari I dins la Frància Mitjana.
Un dels principals feudataris de Lotari I fou Hucbert, marqués de Transjurània i senyor laic de l'Abadia de Sant Maurici d'Agaunum (en el Valais suís actual), el qual pertanyia a una de les més destacades famílies nobiliàries dels francs dins del seu imperi, els Bosònides, amb els quals Lotari I va reforçar relacions casant el seu fill Lotari II amb Teutberga, germana d'Hucbert, tots dos fills Bosó el Vell, comte d'Arlès.

### Després del Tractat de Prüm

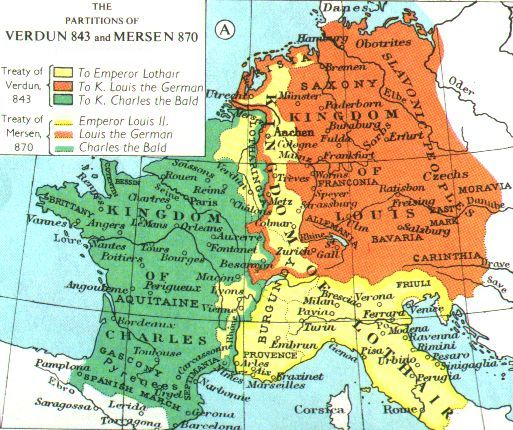
Les divisions de l'Imperi Carolingi segons el Tractat de Verdun (843) i el Tractat de Mersen (870)

Lotari I va deixar el seu primogènit, Lluís II el Jove al càrrec dels territoris del sud i se'n va anar al nord per a fer front als atacs dels vikings a Frísia i després per lluitar contra els sarraïns a la Provença.
El 855 en algun lloc de la rodalia de l'abadia de Prüm (potser al castell de Schüller), Lotari I, es va trobar malament de salut i va dividir el seu imperi entre els seus fills a través del document conegut amb el nom de "Tractat de Prüm":
- Lluís II heretava la corona imperial i la banda sud de l'imperi més enllà dels Alps, que es coneixeria amb el nom de Regne d'Itàlia, constituït per la zona nord de la península.
- Lotari II rebia la banda nord de l'imperi, situada entre Frísia, els territoris dels Vosges coneguts a partir de llavors amb el nom de "Lotaríngia" (entre la regió d'Holanda i el Ducat de Lorena) més els territoris que serien proclamats 33 anys després Regne de l'Alta Borgonya (l'espai entre la vall del Saona, la serralada del Jura, la Romandia i la Vall d'Aosta).
- El fill menor, Carles, rebia amb només 10 anys la Provença i la Borgonya Cisjurana. Eren els territoris situats entre la Vall del Roine i els Alps fins al Llac Léman, fent-li de tutor Gerard de Vienne. Aquest regent va derrotar a Carles el Calb quan el 860 va provar d'apropiar-se de les terres del seu nebot Carles de Provença.

Lotari II va traslladar la capital del seu regne (Lotaríngia) a Metz, guerrejant contra els seus oncles Carles el Calb i Lluís el Germànic, però sobretot amb el primer, que va considerar casus belli el desig de Lotari II de divorciar-se de Teutberga, per no haver-li donat descendència i a la qual acusava d'incest amb el seu germà Hucbert. Hucbert es va alçar en armes en defensa de la seva germana que, després de superar amb èxit la prova de l'aigua, va tornar a ser acceptada per Lotari II el 858. L'any següent Lotari II va cedir uns territoris que eren d'Hucbert, el país de Gex, Ginebra, Valais i Vaud, al seu germà, l'emperador Lluís II,com a recompensa per la seva mediació amb el Papa per aconseguir definitivament el divorci. Quan el 863 va morir Carles de Provença, els territoris de la Provença i la Borgonya Cisjurana es van repartir entre els seus germans Lotari (que es va quedar amb la regió Lyon i Vienne) i Lluís (que es va quedar amb la resta i el títol de rei de Provença).

## La dinastia governant

Borgonya cap a l'any 1000
----
Borgonya Transjurana=Alta Borgonya
origen del ducat de Suàbia

### Origen
Conrad II era membre de l'Antiga Casa de Welf de la branca de Suàbia i tenia enllaços familiars amb els més poderosos:

Era nebot de l'esposa de Lluís I el Pietós, Judit de Baviera, mare de Carles el Calb, emperador de la Francònia Occidental.

Era nebot de la dona de Lluís el Germànic, Emma d'Altdorf, emperadors de la Francònia Oriental.

Era germà d'Hug l'Abat, comte d'Auxerre.
Conrad II havia estat una ajuda important per al rei Carles el Calb quan el germà d'aquest, Lluís el Germànic, va envair els seus territoris (858–860). També es va fer destacar quan Robert el Fort, margrave de la Marca de Bretanya, es va alçar contra el seu rei.
El 861 els germans Hug i Conrad van caure en desgràcia i van haver de fugir, passant al servei dels fills de Lotari I: Lotari II i Lluís II el Jove. Llavors, quan el desembre del 864 Conrad va matar el rebel Hucbert a la batalla que va tenir lloc prop d'Orbe (Suïssa), l'emperador Lluís II el Jove li va donar els antics territoris d'Hucbert (Gex, Ginebra, Lausana i Sion), juntament amb el títol de margrave (o marquis) de Transjurània i el senyoriu laic de l'Abadia de Sant Maurici d'Agaunum.
El 865 Lotari II va fer les paus amb el seu oncle Carles, retrobant-se a Attigny. També va provar de fer les paus amb el papat i va viatjar a Roma el 869. A la tornada d'aquest viatge va emmalaltir i va morir a Milà. El van portar a Metz on el van enterrar i el seu regne, la Lotaríngia va ser dividit entre els seus oncles, Carles el Calb i Lluís el Germànic, així com ho havien acordat al Tractat de Mersen (870).
La Marca de Transjurània va quedar dins el regne de la Frància Oriental, en poder de Lluís el Germànic, mentre que Carles el Calb es va quedar el comtat de Portois i una part del comtat de Varais, incloent la ciutat episcopal de Bessançon, territoris de l'antiga Borgonya Transjurànica. Conrad II va mantenir les seves possessions però no el senyoriu de sant Maurici, que va passar al nou home fort del rei Carles el Calb, Bosó de Provença, germà de la seva darrera esposa Riquilda.
A la mort del seu nebot Lluís II el Jove, Carles II el Calb va viatjar a Roma i va aconseguir ser coronat emperador d'Occident, contravenint les disposicions testamentàries de Lluís II, que havia nomenat hereu a Carloman de Baviera, fill de Lluís el Germànic i d'Emma d'Altdorf. Carles II el Calb va deixar a Itàlia com a regent a Bosó de Provença i va retornar a Conrad el senyoriu de l'Abadia de Sant Maurici, que a la seva mort (876) va traspassar al seu fill Rodolf I de Borgonya.

### El fundador del regne
Aquell mateix any, el 876, Rodolf va rebre a Sant Maurici a l'emperadriu vídua Engelberga, després que Bosó de Provença la segrestés juntament amb Ermengarda de Provença, l'única filla encara viva que havia tingut amb l'emperador Lluís II el Jove. Bosó va obligar Ermengarda a casar-se amb ell, el juny del 876. Tot seguit va ser nomenat governador del nou emperador, Carles II el Calb, amb el títol de dux. El 877, va morir Carles el Calb. Dos anys després de la mort de Lluís II, fill i successor de Carles el Calb, Bosó de Provença es va proclamar rei de Borgonya el 15 d'octubre del 879 a Mantaille, amb la presència de l'arquebisbe de Besançon. Va designar capital la ciutat de Vienne i va incloure a més dels seus feus de la Baixa Borgonya i la Provença, la Borgonya Transjurana. Va ser el primer senyal de la descomposició del llegat carolingi: el primer rei d'un feu de l'Imperi Carolingi que no era descendent de Carlemany.